# 23. Tony-gála
A 23. Tony-gála az 1968/1969-es szezon legjobb Broadway színházi alakításait értékelte. A díjátadót 1969. április 20-án tartották a New York-i Mark Hellinger Theatreben, a műsor házigazdái Diahann Carroll és Alan King voltak. A gálát az NBC televízióadó közvetítette élőben.

## Győztesek és jelöltek
A nyertesek félkövérrel jelölve.
| Legjobb színdarab | Legjobb musical |
| --- | --- |
| - Jefferson utolsó menete – Howard Sackler - VII. Hadrián – Peter Luke - Lovers – Brian Friel - Ember az üvegkalitkában – Robert Shaw                                                                             | - 1776 - Hair - Legénylakás - Zorba, a görög |
| Legjobb férfi főszereplő színdarabban | Legjobb női főszereplő színdarabban |
| - James Earl Jones – Jefferson utolsó menete (Jack Jefferson) - Art Carney – Lovers (Andy Tracey) - Alec McCowen – VII. Hadrián (William Rolfe) - Donald Pleasence – Ember az üvegkalitkában (Arthur Goldman)     | - Julie Harris – Forty Carats (Ann Stanley) - Estelle Parsons – Földi királyság (Myrtle) - Charlotte Rae – Noon (További szereplők) - Brenda Vaccaro – The Goodbye People (Nancy Scott)                       |
| Legjobb férfi főszereplő musicalben | Legjobb női főszereplő musicalben |
| - Jerry Orbach – Legénylakás (Chuck Baxter) - Herschel Bernardi – Zorba, a görög (Zorba) - Jack Cassidy – Maggie Flynn (A bohóc) - Joel Grey – George M! (George M. Cohan)                                        | - Angela Lansbury – Dear World (Aurelia grófnő) - Maria Karnilova – Zorba, a görög (Madame Hortense) - Dorothy Loudon – The Fig Leaves Are Falling (Lillian Stone) - Jill O'Hara – Legénylakás (Fran Kubelik) |
| Legjobb férfi mellékszereplő színdarabban | Legjobb női mellékszereplő színdarabban |
| - Al Pacino – Does a Tiger Wear a Necktie? (Bickham) - Richard Castellano – Szerelmesek és más idegenek (Frank) - Tony Roberts – Játszd újra, Sam! (Dick Christie) - Louis Zorich – VII. Hadrián (Cardinal Ragna) | - Jane Alexander – Jefferson utolsó menete (Eleanor Bachman) - Diane Keaton – Játszd újra, Sam! (Linda Christie) - Lauren Jones – Does a Tiger Wear a Necktie? (Linda) - Anna Manahan – Lovers (Hanna)        |
| Legjobb férfi mellékszereplő musicalben | Legjobb női mellékszereplő musicalben |
| - Ronald Holgate – 1776 (Richard Henry Lee) - Larry Haines – Legénylakás (Dr. Dreyfuss) - Edward Winter – Legénylakás (J.D. Sheldrake) - William Daniels – 1776 (John Adams) (visszautasított jelölés)            | - Marian Mercer – Legénylakás (Marge MacDougall) - Sandy Duncan – Canterbury mesék (További szereplők) - Lorraine Serabian – Zorba, a görög (Vezető) - Virginia Vestoff – 1776 (Abigail Adams)                |
| Legjobb színdarabrendező | Legjobb musicalrendező |
| - Peter Dews – VII. Hadrián - Joseph Hardy – Játszd újra, Sam! - Harold Pinter – Ember az üvegkalitkában - Michael A. Schultz – Does a Tiger Wear a Necktie?                                                      | - Peter Hunt – 1776 - Robert Moore – Legénylakás - Tom O'Horgan – Hair - Harold Prince – Zorba, a görög |
| Legjobb koreográfia | Legjobb díszlettervezés |
| - Joe Layton – George M! - Sammy Bayes – Canterbury mesék - Ron Field – Zorba, a görög - Michael Bennett – Legénylakás                                                                                            | - Boris Aronson – Zorba, a görög - Derek Cousins – Canterbury mesék - Jo Mielziner – 1776 - Oliver Smith – Dear World                                                                                         |
| Legjobb jelmeztervezés | |
| - Loudon Sainthill – Canterbury mesék - Michael Annals – Noon - Robert Fletcher – VII. Hadrián - Patricia Zipprodt – Zorba, a görög                                                                               | |

### Különdíjak
- The National Theatre Company of Great Britain (a díjat Sir Laurence Olivier vette át)
- The Negro Ensemble Company
- Rex Harrison
- Leonard Bernstein
- Carol Burnett

## Előadott számok
- Zorba, a görög ("Life Is" - Lorraine Serabian)
- Legénylakás ("She Likes Basketball"/"Turkey Lurkey Time" - Jerry Orbach, Donna McKechnie)
- 1776 ("Momma, Look Sharp" - Scott Jarvis, William Duell, B.J. Slater)
- Hair ("Three-Five-Zero-Zero"/"Let The Sun Shine In")
- Lovers (Art Carney, Anna Mannahan)
- Jefferson utolsó menete (James Earl Jones, Jane Alexander)

## Műsorvezetők
A gálán az alábbi műsorvezetők működtek közre:
- Lauren Bacall
- Pearl Bailey
- Harry Belafonte
- Richard Benjamin
- Godfrey Cambridge
- Betty Comden
- Patty Duke
- Adolph Green
- Dustin Hoffman
- Angela Lansbury
- Jack Lemmon
- Ethel Merman
- Arthur Miller
- Robert Morse
- Zero Mostel
- Paula Prentiss
- Robert Preston
- Vanessa Redgrave
- Leslie Uggams
- Gwen Verdon
- Shelley Winters

## Fordítás
- Ez a szócikk részben vagy egészben  a(z)   23rd Tony Awards című angol Wikipédia-szócikk fordításán alapul.  Az eredeti cikk szerkesztőit annak laptörténete sorolja fel. Ez a jelzés csupán a megfogalmazás eredetét és a szerzői jogokat jelzi, nem szolgál a cikkben szereplő információk forrásmegjelöléseként.